# جون این کوان
جون این کوان (کره‌ای: 전인권؛ زادهٔ ۴ سپتامبر ۱۹۵۴) خواننده-ترانه‌پرداز اهل کره جنوبی است. او خواننده اصلی سابق بند دول‌گوک‌هوا بود که به عنوان بیتلز کره شناخته می‌شود.